# Nissan Winner
Der Nissan Winner ist ein Geländewagen und wurde 1995 auf Märkten des Nahen Osten eingeführt.
In drei Jahren Arbeit und zahlreicher Extremtest wurde der Winner auf der Plattform D22 entwickelt. Ziel war es für Nissan einen Geländewagen zu entwickeln, der in der Wüste keine Probleme mit großen Entfernungen, schnell erfolgenden Wetterwechsel, tiefen Sandlöchern mit leichtem Sand (Treibsand), sowie mit hohen und sehr unebenen Bergkämmen und Steinwüsten haben sollte. Das Ergebnis wurde dann schließlich 1995 präsentiert. Wie bei fast allen anderen D22-Plattform-basierenden Modelle verwendete der Hersteller Fahrzeugteile des Nissan Pick-ups.
Der Winner zeichnete sich durch starke und harte Federung, eine Bodenfreiheit von 63 cm und einem in Wagenfarbe lackierten Aluminium-Unterbodenschutz aus. Auch durch die Stoßfänger fällt das Modell auf; diese ragen vorne und hinten weit über die Fahrzeugbreite hinaus um mehr Sicherheit und Schutz für die Karosserie bieten zu können. Andere für das Modell entwickelte Fahrzeugteile gibt es nicht.
So bestanden für das Modell trotz der augenscheinlichen Sicherheit erhebliche Mängel, welches das Modell zum Ladenhüter machten:
- Der von Frontstoßstange bis zur Heckstoßstange durchgehende Unterbodenschutz ist nur 1,50 Meter breit und birgt vor allem im Motorbereich und bei der Federung ungeschützte Lücken.
- Kein konstruierter Schutz für ungeschützte Fahrzeugteile
- nur Fahrer- und Beifahrerairbag bei Platz für 8 bis 10 Personen
- Sicherheitsgurte nur für Fahrer und Beifahrer

Trotz Aufforderungen durch die Assembly Plant bei Dubai diese schwerwiegende Fehler auszubessern, weigerte sich Nissan diesen nachzukommen. Nach zwei Jahren der Herstellung (benutzt wurden CKD-Bausätze) musste das Modell schließlich wegen zu geringer Nachfrage eingestellt werden.
Wichtige Konkurrenten des Winners, die bei weitem erfolgreicher waren:
- Nissan Patrol (in Deutschland gepanzerte Version mit Ladeluftkühler)
- Nissan Safari
- Toyota Land Cruiser

Nissan Winner sind heutzutage sehr selten zu sehen und schwierig ausfindig zu machen. Unter Kfz-Clubs in den Vereinigten Arabischen Emiraten und dem Oman gelten diese jetzt schon als Rarität.